# Gare de Lupino
Gare de Lupino vasútállomás Franciaországban, Bastia településen.

## Vasútvonalak
Az állomást az alábbi vasútvonalak érintik:
- Bastia-Ajaccio-vasútvonal

## Kapcsolódó állomások
A vasútállomáshoz az alábbi állomások vannak a legközelebb:
- Stazione di Bastia
- Gare de Bassanese
- Gare de Rivoli